# Evert Frederik van Heeckeren
Pour les articles homonymes, voir Van Heeckeren.
Le baron Evert Frederik van Heeckeren van Enghuizen, né à Arnhem le 23 décembre 1755 et mort à Hummelo le 13 janvier 1831, est un militaire et homme politique néerlandais.

## Biographie
Cet officier de cavalerie devient représentant de la province de Gueldre aux États généraux des Provinces-Unies en 1784. De tendance patriote, il se range finalement du côté du stathouder Guillaume V d'Orange qu'il accompagne le 19 janvier 1795, lors de sa fuite vers l'Angleterre à la suite du soulèvement des comités révolutionnaires bataves. 
Après la réforme constitutionnelle de 1801 qui permet à de nombreux orangistes de retrouver une fonction, il devient membre du conseil départemental de Gueldre. En 1806, il devient membre du nouveau Conseil d'État du royaume de Hollande et siège dans la section du commerce et des colonies. Chevalier de l'ordre de l'Union en 1807 puis de l'ordre de la Réunion en 1812, il est fait baron de l'Empire par Napoléon Ier en 1813. 
Lors de la restauration consécutive à la chute de l'Empire français, il est choisi par le prince Guillaume d'Orange pour siéger à l'Assemblée des notables des 29 et 30 mars 1814, afin de se prononcer sur la nouvelle constitution du royaume uni des Pays-Bas. Fait chevalier en août 1814, il entre aux États provinciaux de Gueldre, où il reste jusqu'en 1816, date à laquelle il est nommé à la première Chambre des États généraux. En 1819, il est fait baron et chevalier de l'ordre du Lion néerlandais.

## Famille
Il est le gendre de Hendrik Carel van Nassau-LaLecq et le père de Hendrik Jacob Carel Johan van Heeckeren van Enghuizen et de Jacob van Heeckeren tot Enghuizen.
Il est le frère de Lodewijk van Heeckeren van de Cloese.

## Distinctions
- Chevalier de l'ordre du Lion néerlandais

## Sources
- (nl) Sa fiche sur parlement.com
- (nl) Nieuw Nederlandsch Biografisch Woordenboek
- Notice dans un dictionnaire ou une encyclopédie généraliste :   - Biografisch Portaal van Nederland